# Воронинцевский сельский совет (Оржицкий район)
Воронинцевский сельский совет (укр. Воронинцівська сільська рада) — входит в состав
Оржицкого района
Полтавской области
Украины.
Административный центр сельского совета находится в 
с. Воронинцы.

## Населённые пункты совета
- с. Воронинцы
- с. Казачье
- с. Котляревское
- с. Максимовщина
- с. Новоселовка
- с. Приймовщина